# Korn et Latil

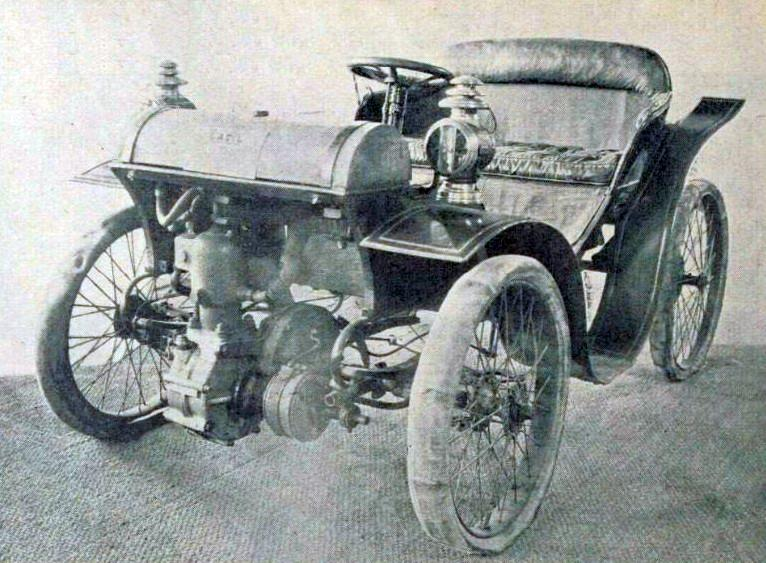
Fahrzeug von 1898

A. Korn et Latil war ein französischer Hersteller von Automobilen.

## Unternehmensgeschichte
Auguste George Latil (1878–1961) gründete 1898 das Unternehmen in Paris. Daraufhin begann die Produktion von Automobilen. 1902 wurde die Produktion eingestellt, als die Firma in Ateliers Charles Blum umbenannt wurde und nach Levallois-Perret umzog. 1914 wurde daraus die Compagnie des Automobiles Industriels Latil.

## Fahrzeuge
Die Fahrzeuge wiesen einen Frontmotor und Frontantrieb auf. Im Prototyp 3 ½ CV von 1897 wurde ein Einzylinder-Einbaumotor von De Dion-Bouton mit 500 cm³ Hubraum verwendet. In den Serienfahrzeugen 3 ¼ CV und 6 CV waren Motoren von Aster montiert.